# Muszka Sándor
Muszka Sándor (Kézdivásárhely, 1980. március 2. –) József Attila-díjas erdélyi magyar költő, író.

## Élete
Középiskolai tanulmányait a kézdivásárhelyi Nagy Mózes elméleti líceumban végezte, és itt is érettségizett 1998-ban. 2006-ban diplomázott a kolozsvári Babeș–Bolyai Tudományegyetem szociológia−antropológia szakán. 2002 és 2003 között a Kolozsvári Bretter György Irodalmi Kör alelnöki tisztségét töltötte be, ugyanezen időszakban az Echinox magyar oldalainak főszerkesztőjeként is tevékenykedett. 2005 óta a Kolozsvári Literátor Klub vezetőségi tagja.

## Kötetei
- Ennyi ha történt (versek). Erdélyi Híradó – Előretolt Helyőrség, Kolozsvár, 2005
- Mi nem lóg ha áll (próza & vers). Erdélyi Híradó – Előretolt Helyőrség, Kolozsvár, 2007
- Múzsák, trágyás szekérrel (versek). Erdélyi Híradó – Előretolt Helyőrség, Kolozsvár, 2010
- Sanyi bá (székely egypercesek). 1. kiadás: Erdélyi Híradó, Kolozsvár, 2012; 2. kiadás: Ulpius-ház, Budapest, 2013
- Az Iszkiri a guruzsmás berbécs elől c. székely irodalmi antológia társszerzője, György Attilával, Fekete Vincével, Orbán János Dénessel és Sántha Attilával együtt (Erdélyi Híradó, Kolozsvár, 2010)
- Magányos nőknek, bukott fiúknak (versek). Orpheusz Kiadó, Budapest, 2014
- A lusta dög (próza). Irodalmi jelen könyvek, 2017
- Szégyen. Versek; Kárpát-medencei Tehetséggondozó Nonprofit Kft., Bp., 2018
- Idegen állat; Előretolt Helyőrség Íróakadémia, Bp., 2021

## Díjak, ösztöndíjak
- 2005 – Erdélyi Magyar Írók Ligájának debütdíja
- 2006 – Communitas alapítvány alkotói ösztöndíja
- 2007 – Irodalmi Jelen-díj
- 2008 – OKM Székely János ösztöndíja
- 2021 – József Attila-díj[1]